# Nethinius rossi
Nethinius rossi là một loài bọ cánh cứng trong họ Cerambycidae.